# Schwalmtal (Hessen)
Schwalmtal is een gemeente in de Duitse deelstaat Hessen, gelegen in de Vogelsbergkreis. Schwalmtal telt 2.796 inwoners.

## Plaatsen in de gemeente Schwalmtal
- Brauerschwend
- Hergersdorf
- Hopfgarten
- Ober-Sorg
- Rainrod
- Renzendorf
- Storndorf
- Unter-Sorg
- Vadenrod

Alsfeld ·
Antrifttal ·
Feldatal ·
Freiensteinau ·
Gemünden (Felda) ·
Grebenau ·
Grebenhain ·
Herbstein ·
Homberg (Ohm) ·
Kirtorf ·
Lauterbach (Hessen) ·
Lautertal (Vogelsberg) ·
Mücke ·
Romrod ·
Schlitz ·
Schotten ·
Schwalmtal ·
Ulrichstein ·
Wartenberg